# Dr. Brain
《Dr. Brain》（韓語：Dr. 브레인）是Apple TV+出品的首部韓劇影集，改編自同名驚悚漫畫《DR.BRAIN》，由電影《密探》、《衝擊防線》的金知雲導演打造。

## 演員陣容

### 主要人物
| 演員   | 角色   | 介紹                                                         |
| 李善均 | 高世源 | 大腦異於常人的天才科學家，透過大腦同步技術，尋找失去的家人。 |
| 李裕英 | 鄭在伊 | 高世源的妻子，發現在火警中喪生的兒子仍然在世⋯⋯               |
| 朴喜洵 | 李江穆 | 私家偵探，在高世源尋找家人的過程中提供協助。                 |
| 徐智慧 | 崔知恩 | 科技偵查科刑警。                                             |
| 李在源 | 洪南日 | 高世源的同事及後輩，大腦研究中心的研究員。                   |

### 其他人物
| 演員   | 角色     | 介紹                                             |
| 文盛瑾 | 明泰錫   | 幼時因意外失去母親後，前來探望高世源病情的醫生。 |
| 劉台午 | 尹柱賢   | 明泰錫的秘書，教唆李泰久等人犯罪的人。           |
| 李伊   | 玄秀晶   | 高道允就診的世拉兒童精神病院院長。               |
| 趙福來 | 朴刑警   | 科技偵查科刑警。                                 |
| 李柱元 |          | 修理工。                                         |
| 安美娜 | 宥真     | 腦科學研究中心臨床分析團隊負責人。               |
| 全少妮 | 洪智宇   | 《科學》雜誌記者。                               |
| 金柱憲 | 林准基   |                                                  |
| 嚴泰九 | 李泰久   |                                                  |
| 周敏京 |          | 大腦研究中心的研究員。                           |
| 吳妍雅 |          | 高世源的媽媽。                                   |
| 金國熙 | 茶室社長 | 李泰久的女友美娜所工作的茶室社長。               |